# Раймонд Беренгер II (граф Прованса)
Раймонд Беренгер II (фр. Raimond Bérenger II, окс. Ramon Berenguier II de Provença; ок. 1136 — весна 1166, Ницца) — граф Прованса и Жеводана, виконт де Карлат с 1144.
Сын Беренгера Раймонда, графа Прованса, и Беатрисы де Мельгёй. Наследовал Прованс в возрасте семи лет, после гибели отца в бою с генуэзцами; был отправлен на воспитание в Барселону к дяде Рамону Беренгеру IV, который стал регентом Прованса. 
Вернулся в Прованс по окончании первой боссанской войны. В 1155—1156 и 1161—1162 вместе с дядей снова воевал с мятежным домом де Бо, имевшим поддержку императора. В ходе последней войны отправился в Турин, где принес Фридриху Барбароссе оммаж за Прованс. В том же году договорился о браке с племянницей императора Рыксой Силезской, вдовой Альфонса VII Кастильского, носившей титул «императрицы Испании». 
Из Италии отправился в Барселону, где принял опеку над Альфонсом II Арагонским, и два года занимался делами королевства вместе королевой Петрониллой. По возвращении в Прованс заключил в 1165 союзы с Тулузским графством и Генуей, после чего предпринял поход на восток Прованса, и при содействии генуэзского флота осадил Ниццу. В ходе этой осады был весной 1166 смертельно ранен выстрелом из арбалета. 
В браке с Рыксой Силезской имел дочь Дульсу II Прованскую.